# Hoven (Ringkøbing-Skjern Kommune)
 For alternative betydninger, se Hoven. (Se også artikler, som begynder med Hoven)
Hoven er en landsby i Vestjylland med 214 indbyggere i byområdet (2024). Hoven er beliggende 19 kilometer nordvest for Grindsted og 21 kilometer sydøst for Skjern. Byen hører til Ringkøbing-Skjern Kommune og er beliggende i Region Midtjylland.
Landsbyen hører til Hoven Sogn, og Hoven Kirke samt Hoven Skole ligger i byen.
Partiet Stram Kurs købte i december 2020 byens friskole på tvangsauktion og opgiver det tidligere køb af friskolen i Rødding (Skive Kommune).
Byen har en HK tankstation, et ældrehus og et dambrug.
På adressen Bredgade 3 ligger Den Gamle Købmandsgaard. Købmandsgården fungerer ikke længere som købmandshandel, men ejes af Alin Riza.
Der er også et skolemuseum samt museum for Hoven Kvindehøjskole.